# Auguste Eugène Rubin
Pour les articles homonymes, voir Rubin.
Auguste Eugène Rubin né à Grenoble le 6 mars 1841 et mort à Paris le 22 mars 1909 est un sculpteur français.

## Biographie

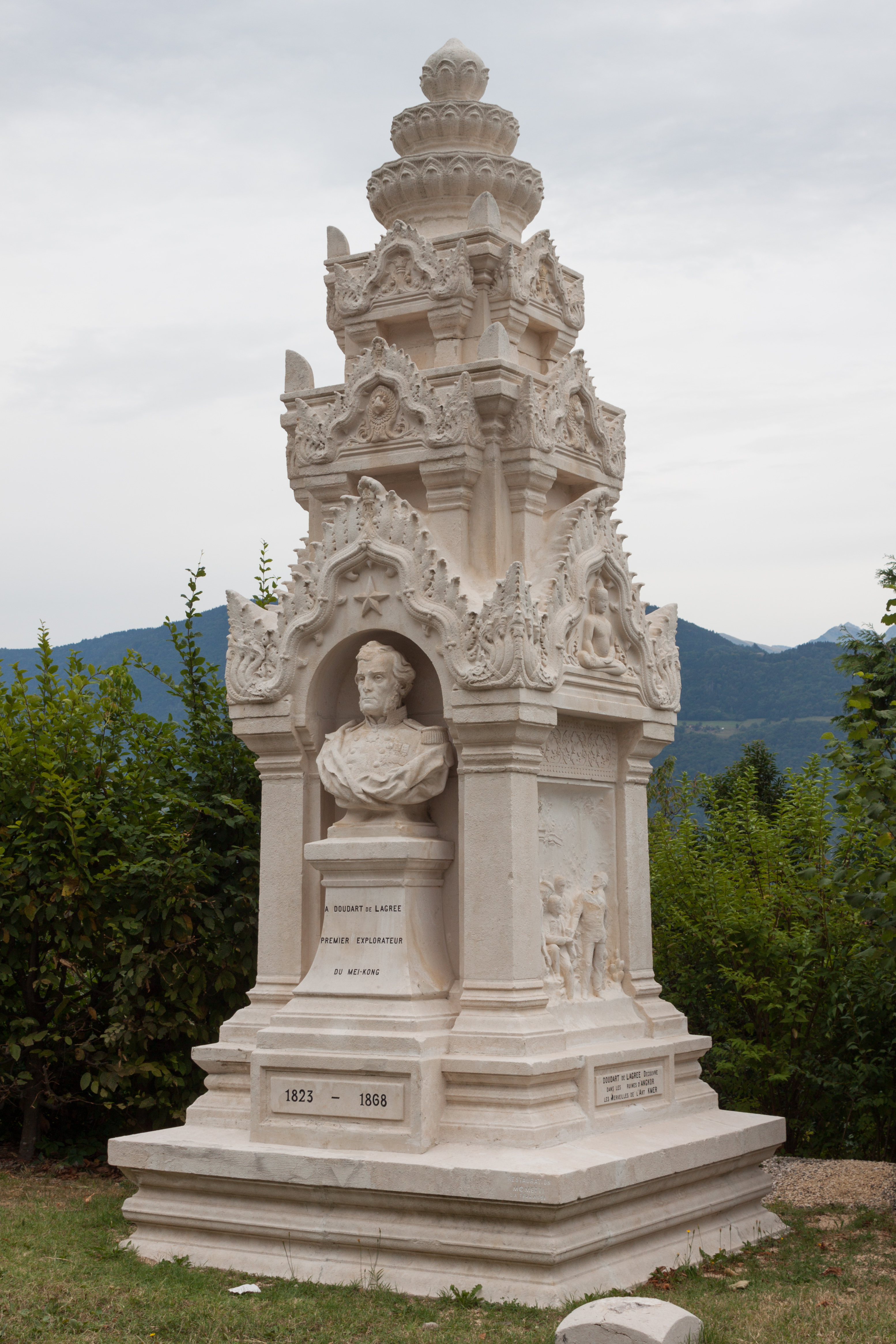
Monument à Doudard de Lagrée (1897), Saint-Vincent-de-Mercuze.

Auguste Eugène Rubin est le frère cadet et l'élève d’Hippolyte Rubin (1830-1895). Il est également élève d'Auguste Bartholdi.
Actif à Paris où il expose au Salon de 1877 à 1905. Son atelier est situé au 15, rue Mayet à Paris de 1877 à 1878 puis au 131, rue de Vaugirard de 1879 à 1895, enfin au 32, boulevard du Montparnasse en 1905.
Il est enterré à Paris au cimetière du Montparnasse.

## Œuvres
- Buste de M. Édouard O…, plâtre, Salon de 1877[2].
- Buste de M. J. Gay, plâtre, Salon de 1878[2].
- Mignon, statuette en plâtre, Salon de 1879[2].
- Berlioz, statue en plâtre, Salon de 1880[2].
- La Parisienne, buste en plâtre, Salon de 1881[2].
- Portrait de Mme L…, médaillon en plâtre, Salon de 1882[2].
- Buste de Philippe de Girard, plâtre, Salon de 1883. Destiné à la façade de l’école Philippe de Girard, à Armentières[2].
- Buste de M. S. R…, député, plâtre, Salon de 1886[2].
- Buste de M. A. B…, plâtre, Salon de 1890[2].
- M. M. T…, médaillon en plâtre, Salon de 1890[2].
- Buste de Doudard de Lagrée, plâtre, Salon de 1895. Modèle du buste pour le monument inauguré à Grenoble en 1897, puis transféré à Saint-Vincent-de-Mercuze, sa ville natale. Le buste en bronze est conservé au musée de Grenoble[3].
- Portrait de M. et de Mme Bartholdi, médaillon en plâtre, Salon de 1905. Le bronze orne la sépulture de famille Bartholdi à Paris au cimetière du Montparnasse (28e division)[2].

## Iconographie
- Auguste Davin, Auguste Rubin, médaillon en bronze, Paris, cimetière du Montparnasse[4]. Un exemplaire est conservé au musée de Grenoble (MG 1643).